# مشکل سیستمیک
مشکل سیستمیک مشکلی است که به ذات و کلیت یک سیستم یا سامانه برمی‌گردد.مشکل سیستمیک بسیار فراتر از وجود مشکل در یک یا چند جزء از اجزای یک سامانه است. تنها یک تغییر در ساختار، سازمان یا سیاست‌های یک سامانه می‌تواند به رفع مشکل سیستمیک آن سامانه کمک کند.